# Kinbergonuphis oligobranchiata
Kinbergonuphis oligobranchiata är en ringmaskart som först beskrevs av Orensanz 1974.  Kinbergonuphis oligobranchiata ingår i släktet Kinbergonuphis och familjen Onuphidae.
Artens utbredningsområde är Mexikanska golfen. Inga underarter finns listade i Catalogue of Life.